# Woodson (Illinois)
Pour les articles homonymes, voir Woodson.
Woodson est un village situé au nord du comté de Morgan dans l'Illinois, aux États-Unis,. Il est fondé en 1859 et incorporé le 19 juin 1895.

## Démographie
Lors du recensement de 2010, le village comptait une population de 512 habitants. Elle est estimée, en 2016, à 494 habitants.

### Source de la traduction
- (en) Cet article est partiellement ou en totalité issu de l’article de Wikipédia en anglais intitulé « Woodson, Illinois » (voir la liste des auteurs).